# 酒井忠寄
酒井 忠寄（さかい ただより）は、江戸時代中期の出羽庄内藩の第5代藩主。酒井佐衛門尉家第11代当主。老中。官位は従四位下、摂津守、左衛門尉、侍従。正室は前田綱紀の養女（浅野吉長の娘）。

## 生涯
出羽庄内藩支藩の松山藩主・酒井忠予の次男。本家の酒井忠真の子が早世し、嗣子がなかったため養子入りし、第4代藩主・忠真の養嗣子となる。庄内藩は蝦夷警備と東北の外様大藩警守が任務で、通常幕府の役職に就かないならいであったが、忠寄は寛延2年（1749年）、46歳のとき老中に抜擢された。老中在任中、宝暦騒動（郡上一揆）始末の担当となり裁判を担当している。
明和3年（1766年）、死去。家督は長男の忠温が継いだ。

## 経歴
- 1704年（宝永元年） 生まれ
- 1720年（享保5年） 摂津守
- 1731年（享保16年） 父が死去し庄内藩を襲封。左衛門尉。
- 1749年（寛延2年） 9月28日 老中
- 1764年（明和元年） 5月16日 老中辞任
- 1766年（明和3年） 卒（63歳）

## 系譜
- 父：酒井忠予
- 母：不詳
- 養父：酒井忠真
- 正室：蝶姫 - 前田綱紀の養女、浅野吉長の娘
  - 長男：酒井忠温（1732-1767）
- 側室：山本氏
  - 七男：松平資尹（1746-1765）
  - 女子：松平忠刻正室
- 生母不明の子女
  - 四男：植村寿朝（1736-1753）
  - 五男：本多康伴（1740-1771）
  - 男子：本多忠久